# Alexander Conze

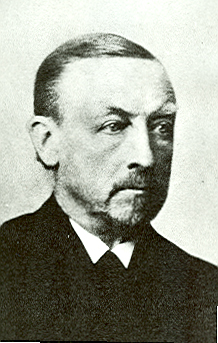
Alexander Conze in den 1870er Jahren

Alexander Christoph Leopold Conze oder Alexander Christian Leopold Conze (geboren 10. Dezember 1831 in Hannover; gestorben 19. Juli 1914 in Berlin-Grunewald) war ein deutscher Klassischer Archäologe. Bekannt wurde er als Direktor der Antikensammlung Berlin.

## Leben

### Familie
Alexander Conzes Vater war der aus Celle stammende Stabsrittmeister bei den Gardehusaren in Hannover Georg Conze (Johann Georg Leopold Conze junior; 1791–1832), dieser wiederum Sohn des gleichnamigen, am Oberappellationsgericht Celle tätigen Juristen Georg Conze senior (1753–1834) und der Margarethe Sophie Roerup (1754–1831). Seine Mutter war Sophie (Sophie Margarethe Dorothea Helwing; 1808–1862), Tochter des in Hannover tätigen Hofbuchhändlers Diedrich Helwing (Christian Richard Diedrich Helwing; 1764–1832) von der Helwingschen Hofbuchhandlung und der Friederike Ramberg, Tochter des Hof- und Kommerzienrates und als Geheimer Justizrat an der Kriegskanzlei in Hannover tätigen Johann Daniel Ramberg (1732–1820) und der Sophie Margarethe Dorothee Gerstenberg (1742–1811).
Er heiratete am 24. September 1861 Elise Erdmann (Elise Constanze Caroline Mathilde Erdmann; 1839–1920), Tochter des Apothekenbesitzers in Hannover Johann Friedrich Erdmann beziehungsweise Adolf Erdmann (Adolf Johann Friedrich Erdmann; 1801–1866). Aus der Ehe gingen 4 Söhne und 2 Töchter hervor.

### Werdegang
Ein kunstverständiger Verwandter (Romberg) hatte in Conze beizeiten das Interesse an Kunstwerken im Allgemeinen und die Neigung an Klassischer Altertumswissenschaft geweckt.
Conze studierte ab 1851 an der Universität Göttingen zunächst Rechtswissenschaft, wandte sich aber unter dem Einfluss Friedrich Wieselers der Klassischen Philologie zu. 1852 wurde er im Corps Brunsviga Göttingen recipiert. Er zeichnete sich auf allen drei Chargen aus. Als Inaktiver wechselte er an die Universität Berlin. Als einflussreiche Lehrer bezeichnete Conze selbst Eduard Gerhard, August Boeckh, Ernst Curtius, Wilhelm Heinrich Waagen, Karl Haupt, Karl Bötticher, Adolf Trendelenburg, Karl Ferdinand Ranke, Carl Ritter und Karl Richard Lepsius. An der Berliner Kunstakademie hörte er zusätzlich Vorlesungen bei Hubert Stier über Archäologie und Architektur. Er beteiligte sich an anatomischen Übungen unter Leitung von Emil du Bois-Reymond.
Mit einer Dissertation über bildliche Darstellungen der Seele wurde er 1855 in Berlin bei Eduard Gerhard zum Dr. phil. promoviert. Im Sommer desselben Jahres leitete er den ordentlichen Kösener Congress (oKC) des Kösener Senioren-Convents-Verbandes. Von Berlin aus übersiedelte Conze nach London, um die Altertumsschätze des British Museums „sich zu eigen“ zu machen. Damit bereitete er sich auch auf seine weiteren Ziele, die Erforschung von Fundstätten in Griechenland und den thrakischen Inseln vor. Bei dieser ersten Forschungsreise begleitete ihn der Straßburger Archäologe Adolf Michaelis. Im Ergebnis veröffentlichten sie den Bericht Eine Reise auf die Inseln des thrakischen Meeres in den Schriften des Instituts für Archäologische Korrespondenz. 1861 erfolgte seine Habilitation in Göttingen. 1863 erhielt Conze als Göttinger Privatdozent einen Ruf an die Universität Halle.
Im Jahr 1869 ging er als Ordinarius für Archäologie an die Universität Wien, an der er bis 1877 die neugeschaffene Lehrkanzel leitete.

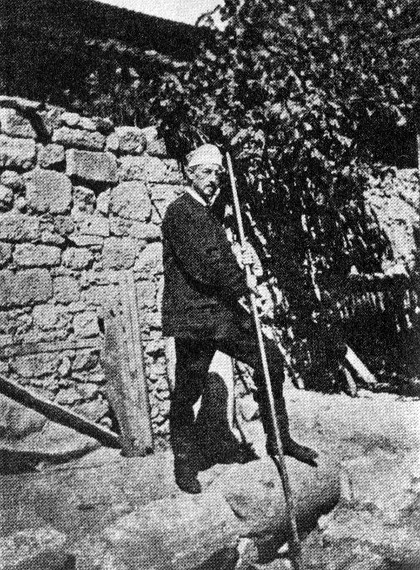
Alexander Conze auf Samothrake

Conze organisierte von Wien aus die Ausgrabungen auf Samothrake (1873, 1875). Er begründete in Wien auch die Zeitschrift Epigraphisch-archäologische Mitteilungen aus Österreich-Ungarn als zentrales Organ für archäologische Studien aus Österreich.

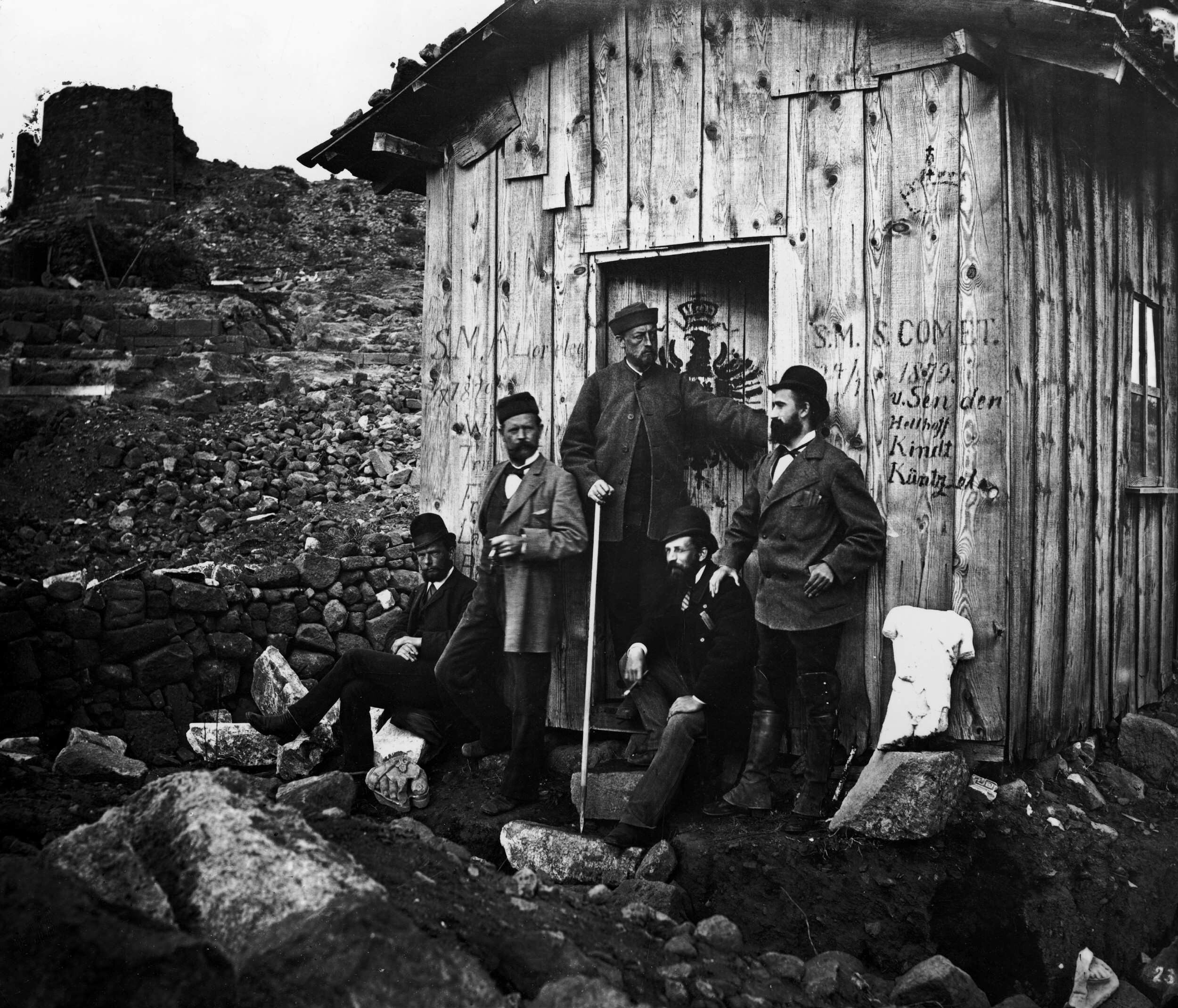
Pergamon 1879 (v.l.): Otto Raschdorff, Carl Humann, Alexander Conze, Hermann Stiller und Richard Bohn vor der Grabungshütte auf dem Burgberg

1877 wurde Conze Professor an der Universität Berlin und Direktor der Sammlung für antike Skulpturen und Gipsabdrücke der Berliner Museen. In dieser Eigenschaft konnte sich Conze der Erforschung der antiken Stadt Pergamon mit dem Pergamonaltar ganz zuwenden. Mit dem Ingenieur Carl Humann begann Conze 1878 mit der Ausgrabung Pergamons im Nordwesten Kleinasiens (bis 1894), die später von Wilhelm Dörpfeld und Theodor Wiegand. Es gelang ihm, den preußischen Staat mit Unterstützung bekannter Forscher und des Kronprinzen zur Ausrüstung von Expeditionen zu bewegen. Im Mittelpunkt seiner Arbeiten standen also organisatorische Aufgaben in Berlin und vor Ort, um unmittelbar auf die Grabungen Einfluss zu nehmen.
Darüber hinaus leitete er ab 1887 als Generalsekretär das Archäologischen Instituts des Deutschen Reiches.
Conze starb 1914 in seiner Grunewalder Villa in der Wangenheimstraße 17 und wurde auf dem Friedhof Grunewald beigesetzt.

## Nachkommen
Alexander Conze ist der Vater der Frauenrechtlerin Elsbeth Krukenberg-Conze und des Reichsgerichtsrats Hans Conze. Damit ist er Großvater des Sozialhistorikers Werner Conze und der Großvater des SS-Brigadeführers und Generalmajors der Waffen-SS Gustav Krukenberg.

## Mitgliedschaften (Auswahl)
- 1860 ordentliches Mitglied des Kaiserlich-Deutschen Archäologischen Instituts
- 1875 korrespondierendes, 1890 auswärtiges Mitglied der Akademie der Wissenschaften zu Göttingen
- 1877 ordentliches Mitglied der Königlich-Preußischen Akademie der Wissenschaften
- 1878 auswärtiges Mitglied der Bayerischen Akademie der Wissenschaften

## Erinnerung
Im Jahr 1877 gab die deutsche Münzanstalt eine Medaille auf Alexander Conze heraus. Sie war anlässlich seines Wechsels von Wien nach Berlin von Freunden und Schülern in Auftrag gegeben und vom Wiener Medailleur Josef Tautenhayn gestaltet worden.
Das Porträtrelief Alexander Conzes schuf Adolf Brütt 1905 in einer Marmorversion für den Sitzungssaal des Deutschen Archäologischen Institutes und in einer kleineren Bronzeversion als Gegenstück zu dem Porträt des gleichzeitig pensionierten Eugen Petersen. Dieses Relief wurde auch kommerziell als Plakette vertrieben. 1912 entwarf Fritz Klimsch eine Bronzebüste, die bis vor einigen Jahren unter dem Pergamonaltar neben der von Humann stand.

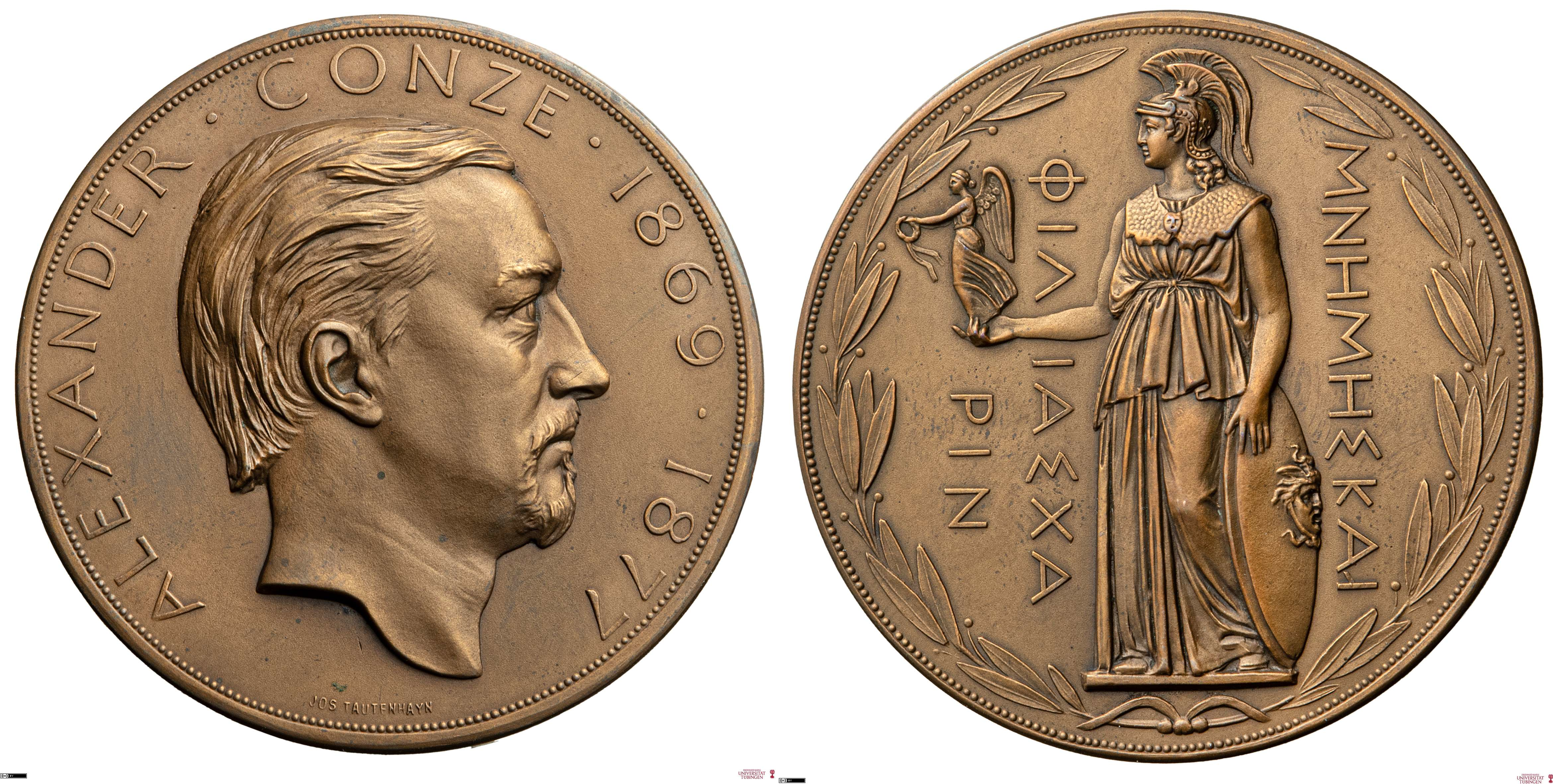
Medaille (1877)
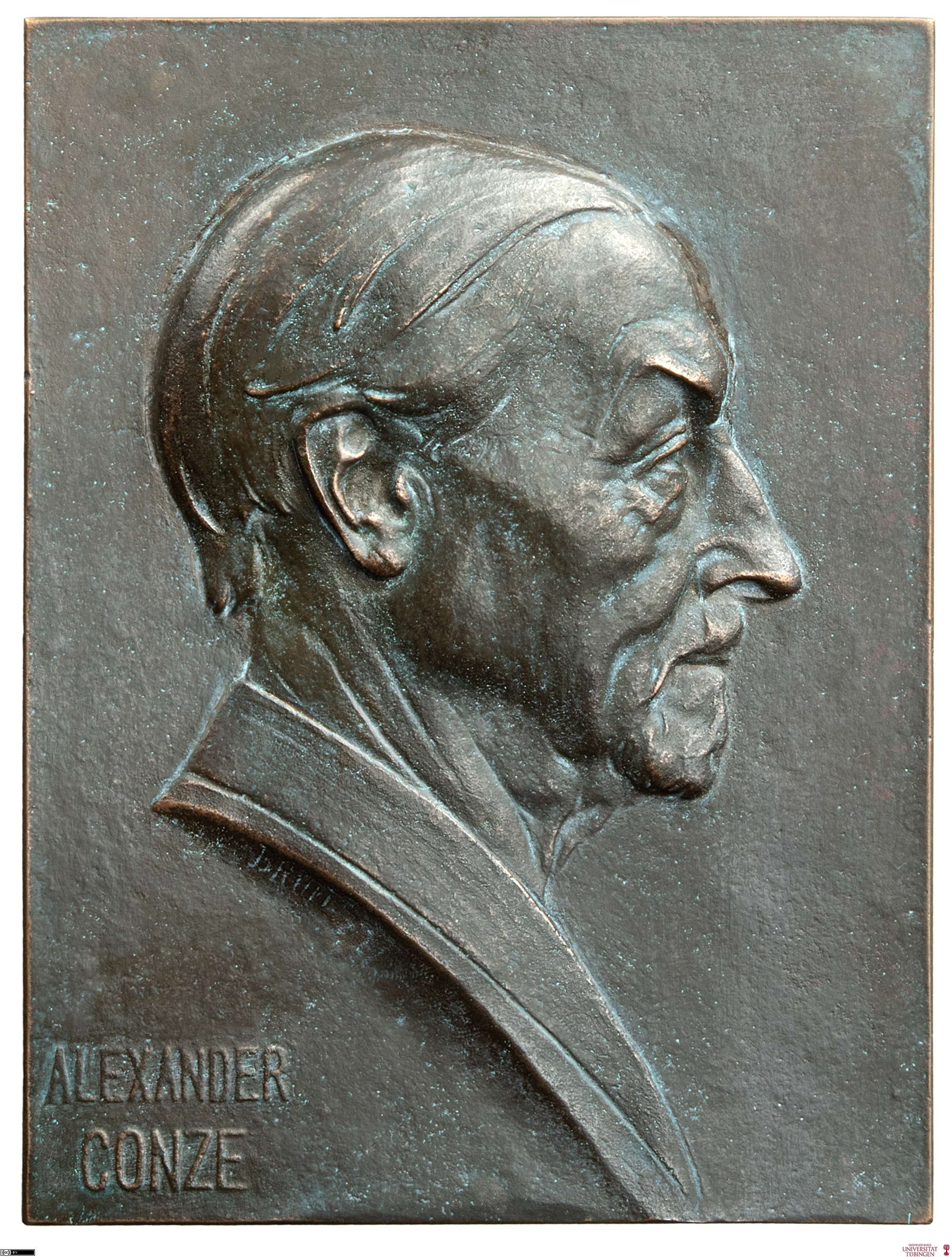
Plakette von Adolf Brütt (1905)

## Schriften (Auswahl)
- Reise auf den Inseln des Thrakischen Meeres. Rümpler, Hannover 1860 (Digitalisat).
- als Herausgeber: Melische Thongefäße. Breitkopf und Härtel, Leipzig 1862 (Digitalisat).
- Reise auf der Insel Lesbos. Rümpler, Hannover 1865 (Digitalisat).
- Die Familie des Augustus. Ein Relief in S. Vitale zu Ravenna. Buchhandlung des Waisenhauses, Halle 1867 (Digitalisat).
- Ueber die Bedeutung der classischen Archaeologie. Eine Antrittsvorlesung, gehalten an der Universität zu Wien am 15. April 1869. Gerold, Wien 1869.
- Beiträge zur Geschichte der griechischen Plastik. Mit XI Tafeln, meistens nach Abgüssen des archäologischen Museums der kgl. Universität Halle–Wittenberg gezeichnet und lithographiert von Hermann Schenck. Buchhandlung des Waisenhauses, Halle 1869 (Digitalisat).
- als Herausgeber: Vorlegeblätter für archäologische Uebungen. Serie 1–6, 1869–1874.
- Zur Geschichte der Anfänge griechischen Kunst. 1870–;
  - (Teil 1): In: Sitzungsberichte der Kaiserlichen Akademie der Wissenschaften. Philosophisch-historische Classe. Bd. 64, 1870, ISSN 1012-487X, S. 505–534
  - (Teil 2): In: Sitzungsberichte der Kaiserlichen Akademie der Wissenschaften. Philosophisch-historische Classe. Bd. 73, 1873, S. 221–250.
- als Herausgeber: Römische Bildwerke einheimischen Fundorts in Österreich. 3 Hefte. Gerold in Commission, Wien 1872–1877 (Digitalisat der drei Hefte).
  - Heft 1: Drei Sarkophage aus Salona. 1872.
  - Heft 2: Sculpturen in Pettau und St. Martin am Pacher. 1875.
  - Heft 3: Sculpturen in Cilli, Pettau und Seckau. 1877.
- Heroen- und Götter-Gestalten der griechischen Kunst. 2 Lieferungen = 2 Abtheilungen. Waldheim, Wien 1874–1875.
- mit Alois Hauser und George Niemann: Archäologische Untersuchungen auf Samothrake. Band 1, Carl Gerold’s Sohn, Wien 1875 (Digitalisat).
- Theseus und Minotaurus (= Programm zum Winckelmannsfeste der Archäologischen Gesellschaft zu Berlin. Band 38). Archäologische Gesellschaft u. a., Berlin 1878 (Digitalisat).
- mit Alois Hauser und Otto Benndorf: Archäologische Untersuchungen auf Samothrake. Band 2, Carl Gerold’s Sohn, Wien 1880 (Digitalisat).

In seiner Eigenschaft als Direktor der Berliner Antikensammlung hatte er wichtigen Anteil an der Durchführung der pergamenischen Expeditionen zur Wiedergewinnung des großen Altarfrieses und beteiligte sich an den darüber erschienenen Berichten (Die Ergebnisse der Ausgrabungen zu Pergamon. Vorläufiger Bericht. Berlin 1880 und 1882; Digitalisat), Attische Grabreliefs.